# Ryan O'Connell
Ryan O'Connell est un acteur, scénariste et producteur américain. Il est connu pour incarner le rôle principal de la série Netflix Special fondée sur sa propre histoire, qu'il produit et scénarise,.

## Biographie
Tout comme son personnage dans la série Special, Ryan O'Connell est atteint de paralysie cérébrale et est ouvertement gay. Comme dans la série, il a eu un accident de voiture lorsqu'il avait 20 ans, et expliquait donc son handicap comme étant une conséquence de cet accident, et non dû à sa paralysie cérébrale.
Il a été blogueur pendant trois ans, puis a sorti un livre, repéré par Jim Parsons (l'acteur jouant Sheldon Cooper dans The Big Bang Theory), qui est actuellement producteur de sa série visible sur Netflix intitulée Special.

## Filmographie
| Année     | Film          | En tant que | En tant que | En tant que |        |
| Année     | Film          | Réalisateur | Producteur  | Scénariste  | Acteur |
| --------- | ------------- | ----------- | ----------- | ----------- | ------ |
| 2012      | Red Hook      |             |             | ✔️          |        |
| 2015–2016 | Awkward       |             |             | ✔️          |        |
| 2017      | Daytime Divas |             |             | ✔️          |        |
| 2017–2018 | Will & Grace  |             |             | ✔️          |        |
| 2019–2021 | Special       | ✔️          | ✔️          | ✔️          | ✔️     |
| 2022      | Queer as Folk |             | ✔️          | ✔️          | ✔️     |